# جزيرة سيتشان
جزيرة سيتشان (بالتركية: Sıçan Adası)‏ وتسمى أيضًا "جزيرة الفأر" هي جزيرة تقع في البحر الأبيض المتوسط في تركيا. وهي جزء إداري من منطقة كونيالتي في مقاطعة أنطاليا.
تعد جزيرة صغيرة غير مأهولة بالسكان، وتبلغ مساحتها 0.15 كيلومتر مربع (0.058 ميل مربع). تقع إلى الجنوب الشرقي من شاطئ توبتشام، وأقصر مسافة إلى الأناضول هي 1.5 كيلومتر (0.93 ميل). جزيرة ييلان هي جزيرة أخرى تقع إلى الجنوب الغربي من جزيرة سيتشان، تعد الجزيرة مثالية للرياضات تحت الماء حتى للمبتدئين.